# Scorpaena petricola
Scorpaena petricola är en fiskart som beskrevs av Eschmeyer, 1965. Scorpaena petricola ingår i släktet Scorpaena och familjen Scorpaenidae. Inga underarter finns listade i Catalogue of Life.